# コマルカ・ダ・テーラ・デ・ソネイラ
コマルカ・ダ・テーラ・デ・ソネイラ（Comarca da Terra de Soneira）はスペインガリシア州ア・コルーニャ県のコマルカで、同県の西部に位置する。
カマリーニャス、ビミアンソ、サスの3自治体によって構成される。
北から西が大西洋に面している。隣接するコマルカは、北から東にかけてがコマルカ・デ・ベルガンティーニョスと、東から南にかけてがコマルカ・ド・シャージャス、南から西にかけてがコマルカ・デ・フィステーラとなっている。
面積は372.5km²で、2010年の人口は19,649人（2009年：19,813人、2007年：20,188人）。コマルカの中心となっている地区は自治体ビミアンソのビミアンソ教区内のビミアンソ地区。カスティーリャ語による表記はComarca de Tierra de Soneira（コマルカ・デ・ティエラ・デ・ソネイラ）。

## 地理
| コマルカ・ダ・テーラ・デ・ソネイラの構成自治体（2010年） |            |             |                    |
| 自治体                                                   | 人口（人） | 面積（km²） | 人口密度（人/km²） |
| カマリーニャス                                           | 6,226      | 51.9        | 120.0              |
| ビミアンソ                                               | 8,128      | 187.4       | 43.4               |
| サス                                                     | 5,295      | 133.2       | 39.8               |
| 計                                                       | 19,649     | 372.5       | 52.7               |
| 出典: INE（スペイン国立統計局）、IGE（ガリシア統計局）   |            |             |                    |